# Kalipada Biswas
Kalipada Biswas, född 3 december 1899, död 29 december 1969, var en indisk botaniker specialiserad på alger i området kring Indien.
Auktorsnamnet Biswas kan användas för Kalipada Biswas i samband med ett vetenskapligt namn inom botaniken; se Wikipediaartiklar som länkar till auktorsnamnet.